# DJ Dimixer
DJ Dimixer (стилизуется как «DJ DimixeR», настоящее имя — Дмитрий Юрьевич Гуме́нный; род. 22 июля 1992, Ангарск, Иркутская область) — российский диджей, музыкальный продюсер, радиоведущий и видеоблогер. Создатель YouTube-программы «По студиям». Ведущий еженедельного чарта на Радио Рекорд «Record Club Chart».

## Музыкальная карьера
В 13 лет с появлением первого компьютера Дмитрий стал активно заниматься написанием собственной музыки. В возрасте 18 лет переехал в Новосибирск учиться на антикризисного управляющего в Новосибирском государственном университете экономики и управления. Последующие три года работал аранжировщиком и музыкальным продюсером в различных студиях звукозаписи города.
24 июля 2014 года вышел сингл «Lamantine». Впоследствии композиция попала в несколько чартов танцевальных радиостанций России и ближнего зарубежья, среди которых DFM, Love Radio и Radio Record. Помимо этого «Lamantine» больше года находился в чарте Radio Record — Superchart. В декабре 2019 года была выпущена новая версия этого трека под названием «Manatee».
Дмитрий занимает 18-е место в России среди всех диджеев по версии сайта PromoDj. А по версии издания МИА «Музыка» в 2015 году признан самым популярным российским диджеем.
С сентября 2019 года является ведущим еженедельного чарта Радио Record — Record Club Chart.
31 января 2020 года на лейбле Warner Music вышел трек «Bam Baramam», записанный совместно с Serge Legran. В России сингл занял 64-е место в чарте Top Radio Hits от Tophit.
В апреле 2020 года записал новую версию песни группы Альянс «На заре» под названием «На заре 2020» совместно с автором оригинальной композиции Олегом Парастаевым и вокалистом Сергеем Арутюновым-Вертинским. Также был выпущен клип на неё. Спустя 2 месяца после выхода клипа Олег Парастаев скончался.
22 мая 2020 года Дмитрий выпустил ремикс на песню белорусской многоязычной группы Intelligency «August». 27 августа вышел сингл «It’s a Fine Day» — кавер на одноимённую песню певицы Miss Jane, записанный совместно с Сержем Леграном (англ. Serge Legran) и Murana. Позже сингл возглавил чарт iTunes и вошёл в список самых скачиваемых радиостанциями треков.
В декабре 2020 года Дмитрий при помощи платформы Jager Night Embassy организовал интерактивный онлайн квартирник «По студиям». В выпуске участвовали: Феликс Бондарев, RSAC, Jukebox Trio, Astero, Cvpellv и DJ Mos. Во время выступлений музыканты обработали один и тот же сэмпл.
Летом 2022 года отыграл первый в мире диджей-сет на Северном полюсе. Концерт состоялся на борту атомного ледокола «50 лет Победы». В 2023 году Дмитрий получил сертификат Книги Рекордов России за участие в VK Fest.

### Передача «По студиям»
В марте 2017 года Дмитрий запустил собственную YouTube-передачу под названием «По студиям» (стил. как «[ПО СТУДИЯМ]»). С 2019 года передача транслируется по телеканалу О2ТВ.
В шоу «По студиям» приняли участие такие люди, как Иван Дорн, Slim, ВесЪ, Maruv, Dj Sigala, RSAC, Alyona Alyona, Рома Жиган, Ганвест, Паша Техник, Зомб, 55x55, Тима Белорусских, Птаха, Буерак, Звонкий, Burito, Моргенштерн, Slava Marlow, Алексей Вишня и другие известные личности. 15 октября 2019 года вышел выпуск, в котором приняла участие советская рок-группа «Альянс».

## Дискография

### Синглы
| Год  | Название                                                             | Высшая позиция в чартах | Высшая позиция в чартах | Высшая позиция в чартах | Высшая позиция в чартах | Высшая позиция в чартах | Высшая позиция в чартах | Альбом              |
| Год  | Название                                                             | Еженедельные чарты      | Еженедельные чарты      | Ежемесячные чарты       | Ежемесячные чарты       | Годовые чарты           | Годовые чарты           | Альбом              |
| Год  | Название                                                             | Россия Tophit           | Москва Tophit           | Россия Tophit           | Москва Tophit           | СНГ Tophit              | RD & YT                 | Альбом              |
| ---- | -------------------------------------------------------------------- | ----------------------- | ----------------------- | ----------------------- | ----------------------- | ----------------------- | ----------------------- | ------------------- |
| 2010 | «We Want Summer»                                                     | —                       | —                       | —                       | —                       | 284                     | —                       | Внеальбомные синглы |
| 2011 | «Carries Away the Sea»                                               | —                       | —                       | —                       | —                       | —                       | —                       | Внеальбомные синглы |
| 2012 | «Halloween party» (совместно с Syntheticsax)                         | —                       | —                       | —                       | —                       | —                       | —                       | Внеальбомные синглы |
| 2014 | «Lamantine (La La La)»                                               | 80                      | —                       | 97                      | —                       | 72                      | 157                     | Внеальбомные синглы |
| 2015 | «Cool & Young» (при участии Cali Fornia)                             | —                       | —                       | —                       | —                       | 156                     | 190                     | Внеальбомные синглы |
| 2016 | «Holidays»                                                           | —                       | —                       | —                       | —                       | 231                     | 411                     | Внеальбомные синглы |
| 2017 | «Sambala» (при участии Макса Вертиго)                                | —                       | —                       | —                       | —                       | 331                     | 403                     | Внеальбомные синглы |
| 2018 | «Lost In The Night» (совместно с Greenjelin при участии Cali Fornia) | —                       | —                       | —                       | —                       | 992                     | 891                     | Внеальбомные синглы |
| 2019 | «Romantic Dance»                                                     | —                       | —                       | —                       | —                       | —                       | —                       | Внеальбомные синглы |
| 2019 | «Manatee»                                                            | —                       | —                       | —                       | —                       | —                       | —                       | Внеальбомные синглы |
| 2019 | «Медленный Саунд»                                                    | —                       | —                       | —                       | —                       | —                       | —                       | Внеальбомные синглы |
| 2020 | «Bam Barabam» (совместно с Сержем Леграном)                          | 63                      | 13                      | —                       | 23                      | 64                      | 82                      | Внеальбомные синглы |
| 2020 | «На заре 2020» (совместно с Проектом НаЗаре)                         | —                       | —                       | —                       | —                       | 261                     | 242                     | Внеальбомные синглы |
| 2020 | «It’s a Fine Day» (совместно с Сержем Леграном и Murana)             | —                       | —                       | —                       | —                       | 513                     | 360                     | Внеальбомные синглы |
| 2022 | «We Want Summer 2.0» (Reloaded)                                      | —                       | —                       | —                       | —                       | —                       | —                       | Внеальбомные синглы |
| 2023 | «Половинка» (совместно с Денисом Клявером)                           | 80                      | —                       | —                       | —                       | —                       | —                       | Внеальбомные синглы |
| 2024 | «We Want Summer» (Speed-up)                                          | —                       | —                       | —                       | —                       | —                       | —                       | Внеальбомные синглы |
| 2024 | «Запахом Жасмина» (совместно с Тима Акимов)                          | —                       | —                       | —                       | —                       | —                       | —                       | Внеальбомные синглы |

### Гостевые участия
| Год  | Название   | Другой исполнитель | Высшая позиция в чартах | Высшая позиция в чартах | Высшая позиция в чартах | Высшая позиция в чартах       | Альбом             |
| Год  | Название   | Другой исполнитель | Radio & YouTube Hits    | Radio Hits              | Россия YouTube Hits     | Россия YouTube Hits (Monthly) | Альбом             |
| ---- | ---------- | ------------------ | ----------------------- | ----------------------- | ----------------------- | ----------------------------- | ------------------ |
| 2016 | «Опа-опа!» | Агонь              | 144                     | 175                     | 35                      | 19                            | Внеальбомный сингл |
| 2018 | «Юность»   | Лёша Свик          | —                       | —                       | —                       | —                             | «Юность»           |

### Ремиксы
| Год  | Название    | Исполнитель             | Высшая позиция в чартах | Высшая позиция в чартах | Альбом              |
| Год  | Название    | Исполнитель             | Radio & YouTube Hits    | Radio Hits              | Альбом              |
| ---- | ----------- | ----------------------- | ----------------------- | ----------------------- | ------------------- |
| 2020 | «August»    | Intelligency            | 271                     | 283                     | Внеальбомный ремикс |
| 2025 | «Sigma Boy» | Betsy и Мария Янковская | —                       | —                       | Внеальбомный ремикс |

## Награды и номинации
| Награда            | Год  | Кандидат/работа                                   | Категория             | Результат | Прим.         |
| ------------------ | ---- | ------------------------------------------------- | --------------------- | --------- | ------------- |
| Лучший блогер      | 2019 | DJ Dimixer                                        | «VK-блогер»           | Номинация | [ 25 ]        |
| Jager Music Awards | 2020 | «По студиям»                                      | «Young Blood Project» | Победа    | [ 26 ] [ 27 ] |
| Music Box Russia   | 2023 | DJ Dimixer и Денис Клявер                         | «Feat года»           | Победа    | [ 28 ]        |
| «На Благо Мира»    | 2023 | «По студиям» — «Создатели советских мультфильмов» | «Теле/видеопередачи»  | Номинация | [ 29 ]        |

### Комментарии
1. ↑  На музыкальном сервисе Apple Music песня стилизована как «Опаопа»[24].
2. ↑  Указывает год церемонии. Каждый год связан со статьёй о церемониях, проводимых в этом году, где это возможно.